# Lucy Lawless
Pour les articles homonymes, voir Lawless.
Lucy Lawless est une actrice, chanteuse et productrice néo-zélando-américaine, née le 29 mars 1968 à Auckland.
Elle est principalement connue pour avoir interprété le rôle de Xena dans la série télévisée Xena, la guerrière.

## Biographie

### Jeunesse et formation
Née Lucille Frances Ryan à Mount Albert, Auckland, en Nouvelle-Zélande le 29 mars 1968, Lucy Lawless est la cinquième d'une famille de sept enfants et la fille la plus âgée de la famille. Son père est Franck Ryan, maire de Mount Albert devenu Président des Finances pour Auckland City et sa mère est Julie Ryan, une vigoureuse bénévole dans leur communauté.
Lucy grandit comme un "garçon manqué" avec ses quatre grands frères.
Lucy Lawless, qui porte les surnoms d'Unco, Loo et Luce, passe sa scolarité dans une école publique pendant deux ans avant d'être transférée dans un couvent.
Elle découvre la comédie au lycée et développe un goût prononcé pour cette activité en jouant dans de nombreuses pièces et comédies musicales. Après une sortie avec ses parents pour assister à un opéra en France, Lucy prend des cours d'opéra mais abandonne plus tard.
Diplômée du baccalauréat, la jeune fille de 17 ans étudie les langues étrangères à l'université d'Auckland mais abandonne l'année suivante pour voyager à travers l'Europe avec son petit ami de l'époque. Lucy participe ainsi aux vendanges dans la vallée du Rhin avant de se diriger vers l'Australie où elle travaille dans une mine d'or.

### Carrière

#### Débuts
En 1989, âgée de 21 ans, Lucy est couronnée Miss Nouvelle-Zélande. Ce titre lui permet de figurer dans de nombreuses publicités, de présenter diverses émissions de télévision, etc.
C'est ainsi qu'elle commence sa carrière dans la série comique à succès Family Business et décroche des rôles dans les films Within the Law et A Bitter Song (1990).
En 1991, Lucy Lawless se rend dans une école de théâtre à Vancouver, au Canada, où elle étudie la comédie sous la direction de William Davis. De retour en Nouvelle-Zélande après cette formation, elle décroche rapidement des petits rôles dans la série For the Love of Mike et dans le film The End of the Golden Weather (1991). En plus de cela, elle travaille régulièrement à la télévision en tant que coprésentatrice pour Air New Zealand Holiday. Dans les années qui suivent, Lucy reste abonnée aux seconds rôles mais figure aux côtés de Sam Neill et Jon Voight en 1992 dans le film Le Rainbow Warrior et participe à un téléfilm de science-fiction, Typhon’s People en 1993.

#### Révélation
L'entrée de Lucy Lawless dans l'univers de la mythologie et des héros de la Grèce antique se fait en 1994, lorsqu'elle obtient le rôle de Lysia dans le téléfilm Hercule et les Amazones. Peu après, elle rejoint la distribution de Hercule, devenu série télévisée en 1995, pour des petits rôles lors de la première saison. Elle est ainsi Lyla, la compagne d'un centaure, pour deux épisodes avant de devenir la princesse guerrière Xena, qui donne du fil à retordre au demi-dieu grec, durant trois épisodes. C'est le début d'un grand succès pour l’actrice.
En 1995, avant de devenir Xena, Lucy Lawless est le personnage central d'un court-métrage intitulé Peach qui traite de l'homosexualité. Puis Robert G. Tapert et John Schulian créent Xena, la guerrière, qui rencontre rapidement le succès et fait de Lucy une star mondiale. Cependant, si elle rencontre le succès professionnel, en juin 1995 sa vie personnelle se solde par un échec puisque Lucy et son mari, Garth Lawless, divorcent. La jeune femme vit cette séparation assez mal mais le succès de Xena lui permet de se remettre de cet événement difficile.
Artiste aux multiples facettes, Lucy Lawless démontre ses talents de chanteuse lorsqu'elle est invitée au Rosie O’Donnell Show en 1996. Elle y interprète I’m An Old Cowhand et est si impressionnante que Rosie O'Donnell fait les louanges de sa performance.
Cette chanson permet à Lucy de se voir offrir un rôle aux antipodes de Xena et c'est ainsi que l'année suivante, en 1997, la jeune femme fait ses débuts à Broadway en interprétant Betty Rizzo dans la comédie musicale Grease. Elle peut ainsi allier ses deux passions en jouant la comédie et en chantant.
Trois ans après sa séparation avec Garth Lawless, le 28 mars 1998, Lucy épouse Robert Tapert, le producteur exécutif de Xena, la guerrière, qui lui a fait sa demande à New York en 1997. Ce sont 340 invités qui se rassemblent pour l'événement au Regent Beverly Wilshire Hotel, comptant parmi eux toute l'équipe de Xena, un orchestre et un sosie d’Elvis.
Ayant à nouveau trouvé l'amour, Lucy met au monde un garçon : Julius Robert Bay Tapert, né le 16 octobre 1999 en Nouvelle-Zélande. Dans l’adaptation en trois films du Seigneur des anneaux réalisée par Peter Jackson, Galadriel est interprétée par Cate Blanchett après le refus du rôle par Lucy Lawless, enceinte.
En 2001, Xena, la guerrière s'achève sur la mort de son héroïne. Le phénomène ayant pris de l'ampleur au fil des années précédentes, ce sont des millions de fans qui regrettent leur série préférée et demandent un film. Mais Lucy Lawless et les producteurs refusent de porter les aventures de Xena sur grand écran. Pour Lucy, la mort de Xena est définitive, une page est désormais tournée.

#### Post-Xena
Sa carrière se calme durant les deux ans qui suivirent la fin de la série, malgré une apparition remarquée dans la série X-Files, le temps pour elle de donner naissance à Judah Miro Tapert, né le 7 mai 2002.
La même année, Lucy apparaît en Punk Rock Girl dans le film Spider-Man réalisé par Sam Raimi, ancien producteur de Xena et grand ami de Lucy, et elle remonte sur les planches en s'illustrant dans la pièce Les Monologues du vagin.
En 2003, elle fait son retour sur le petit écran dans la série Jane et Tarzan qui ne survit pas longtemps, malgré une communauté de fans particulièrement importante.
Les années suivantes, Lucy Lawless apparaît en tant que guest-star dans diverses séries comme Less Than Perfect, Mon oncle Charlie, Veronica Mars ou encore The L Word.
En 2004, elle interprète Madame Vandersexxx, dans le film Eurotrip, apparaît l’année suivante aux côtés de Barry Watson et Emily Deschanel dans le film d'horreur Boogeyman, et enchaîne avec The Darkroom en 2006.
En plus du cinéma, Lucy retourne à la comédie musicale en 2005 avec Les Hommes préfèrent les blondes et incarne à la télévision dans le téléfilm Locusts le rôle de Maddy Rierdon, scientifique aux prises avec des sauterelles géantes. Elle reprend ce même rôle pour Bats, l’invasion des chauves-souris, où elle doit cette fois faire face à des chiroptères.

#### Retour

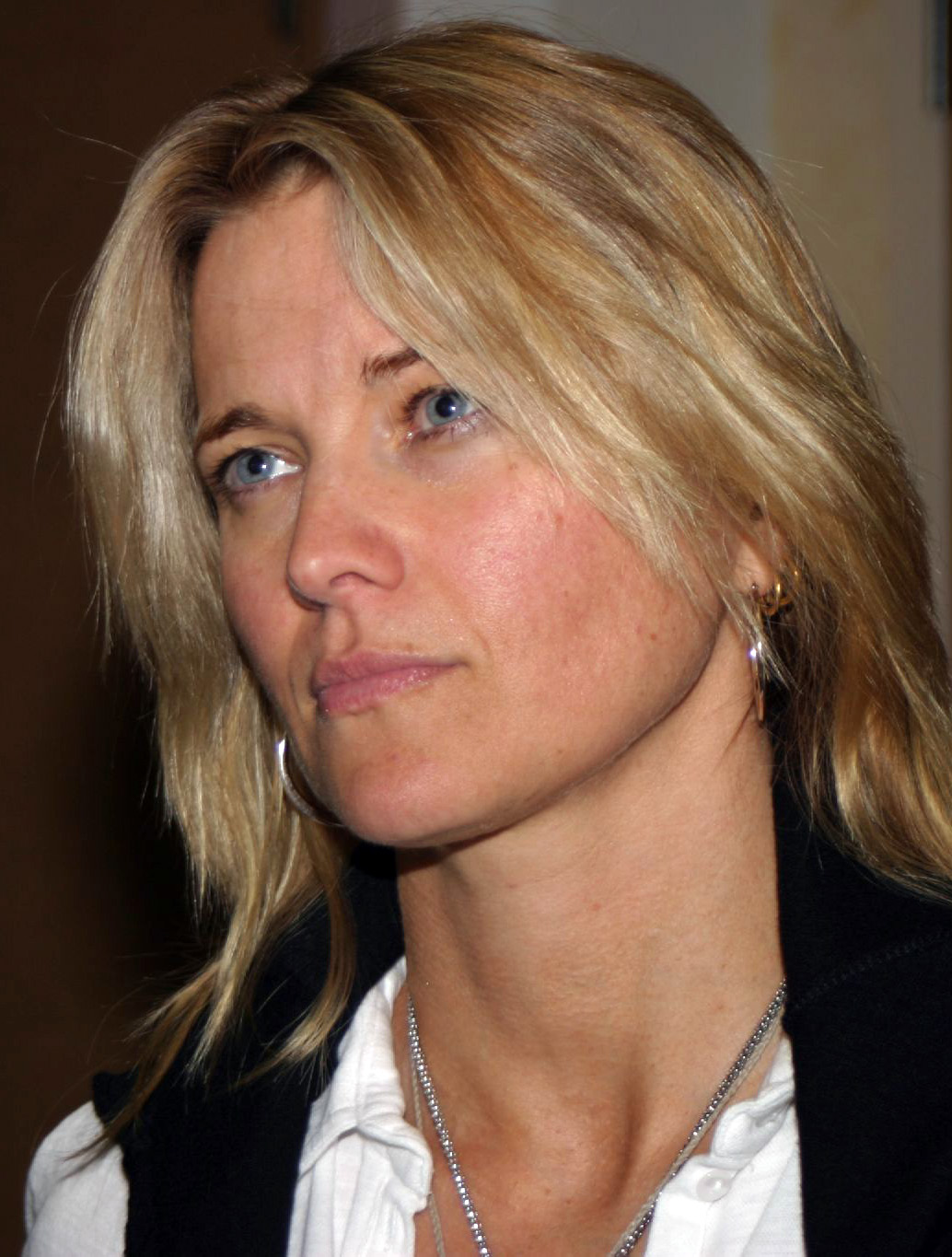
En janvier 2007, en Nouvelle-Zélande.

C’est à une nouvelle apparition dans une série télévisée qu’elle doit véritablement son come-back. En effet, en 2005, elle figure dans la deuxième saison de la série de science-fiction Battlestar Galactica, véritable succès, dans laquelle Lucy interprète le rôle de la journaliste D’Anna Biers. Elle tient ce rôle, qui ne cesse de prendre de l'ampleur, durant les 4 saisons de la série, offrant à l'actrice un nouveau personnage qui tire enfin un trait sur l'image de Xena qui lui collait à la peau et qui lui permet de reprendre sa couleur de cheveux naturelle : le blond.
Même si Battlestar Galactica est un nouveau succès pour Lucy Lawless, elle ne s'en contente pas et, en septembre 2006, elle revient au chant en acceptant de participer à l'émission de télé-réalité Celebrity Duets. Pendant cinq semaines, elle affronte d'autres célébrités dans un concours de chant où elle s'impose rapidement, éliminant ses concurrents grâce à des duos avec Michael Bolton, Kenny Loggins ou encore Bonnie Tyler. Elle accède ainsi à la finale mais s'incline devant Alfonso Ribeiro (Le Prince de Bel-Air).

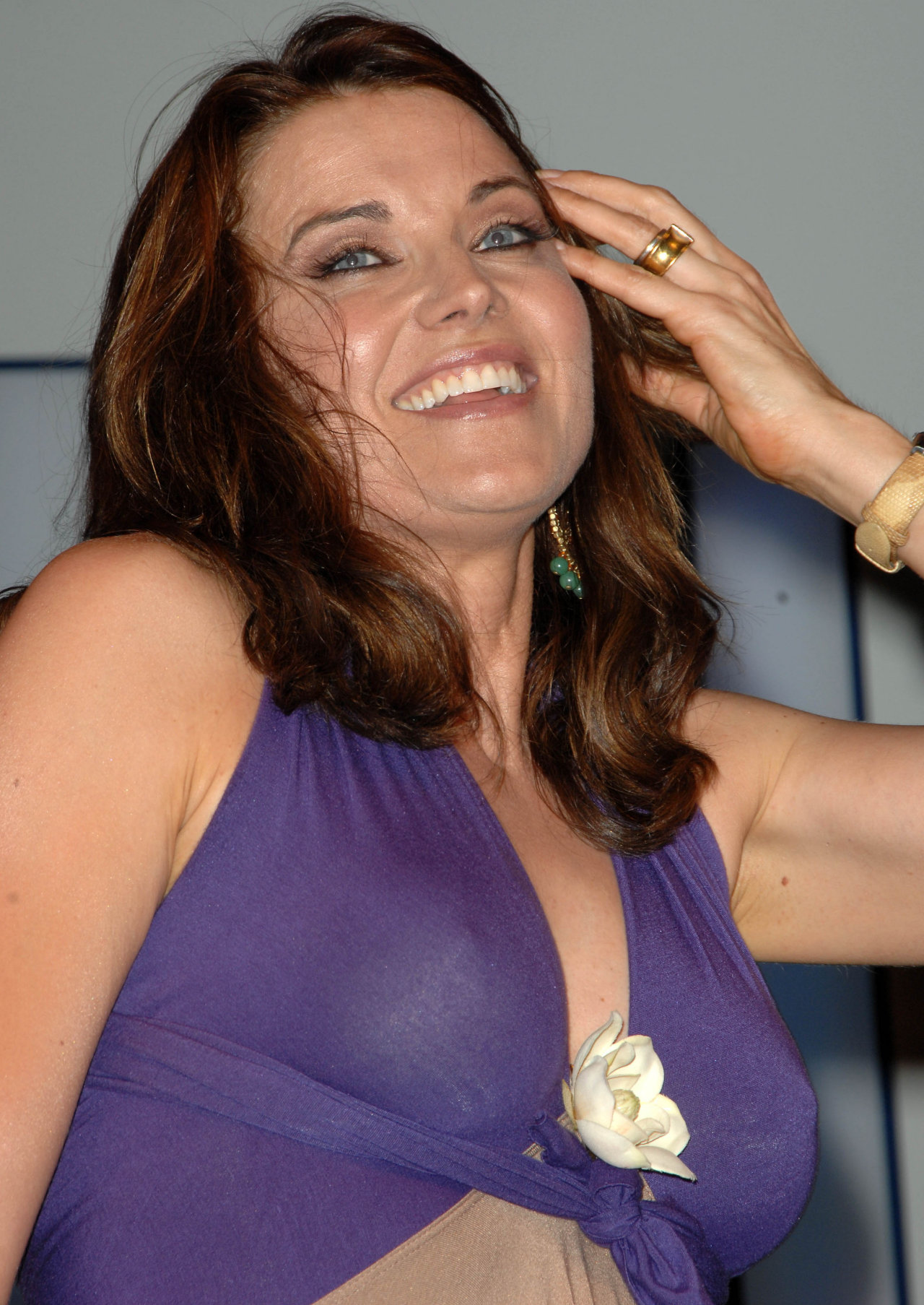
Lucy Lawless à Londres en 2008.

Même si Lucy n'a pas gagné, elle n'a pas pour autant abandonné cette nouvelle carrière musicale puisqu'elle s'est produite, au début de 2007, dans la mythique salle du Roxy Theater à Hollywood. Un DVD du concert sort peu de temps après et Lucy propose de nouvelles dates début juin à New York. Nouveau succès pour la chanteuse, qui peut compter sur ses fans pour remplir la salle chaque soir.
Ce n'est pas pour autant que Lucy Lawless arrête sa carrière de comédienne. Elle prête ainsi sa voix pour deux films d'animations : Dragonlance: Dragons of Autumn Twilight et Justice League: The New Frontier. Au début de l'année 2007, elle obtient l'un des rôles principaux pour la série Football Wives (en), remake américain de la série anglaise du même nom. Malheureusement, en avril, ABC annonce que la série n'a pas été retenue à cause de différents problèmes.
De 2010 à 2012, elle interprète le rôle de Lucretia dans la série Spartacus.
En 2015 elle intègre le casting de la série Salem, interprétant le rôle de la Comtesse Palatine Ingrid Von Marburg et celui de Ruby Knowby dans la série Ash vs. Evil Dead aux côtés de Bruce Campbell.

## Filmographie

### Actrice

#### Cinéma

##### Longs métrages
- 1991 : The End of the Golden Weather : La fille de Joe
- 1992 : Le Rainbow Warrior (The Rainbow Warrior) : Jane Redmond
- 1998 : Hercule et Xena : La Bataille du mont Olympe (Hercules and Xena: The Battle for Mount Olympus) : Xena (voix)
- 2002 : Spider-Man : Punk Rock Girl
- 2002 : Xena: Warrior Princess - A Friend in Need (The Director's Cut) : Xena
- 2004 : Eurotrip : Madame Vandersexxx
- 2005 : Boogeyman - La porte du cauchemar (Boogeyman) : La mère de Tim
- 2006 : The Darkroom : Cheryl
- 2008 : Histoires enchantées (Bedtime Stories) d'Adam Shankman : Aspen
- 2009 : Angel of Death de Paul Etheredge: Vera
- 2009 : Bitch Slap de Rick Jacobson : Mère supérieure

##### Courts métrages
- 1990 : Within the Law : Verity
- 1990 : A Bitter Song : Nurse 1
- 1996 : Peach : Peach
- 1997 : Hercules and Xena: Wizards of the Screen : Xena
- 2010 : Lez Chat de Tig Notaro et Kyle Dunnigan : l'ouvrière du bâtiment

#### Télévision

##### Séries télévisées
- 1980 : Lucie, postrach ulice : Verkäuferin
- 1989 : Funny Business : Various
- 1991 : For the Love of Mike : Helen
- 1992 : Ray Bradbury présente (The Ray Bradbury Theater) : Liddy Barton
- 1993 : L'étalon noir (The Black Stallion) : Sarah McFee
- 1994-1995 : Surfers détectives (High Tide) : Sharon List / Une policière
- 1995-1998 : Hercule (Hercules: The Legendary Journeys) : Xena/Lyla
- 1995-2001 : Xena, la guerrière (Xena: Warrior Princess) : Xena
- 2001 : Voilà ! (Just Shoot Me) : Stacy
- 2001 : X-Files : Aux frontières du réel (X-Files) : Shannon McMahon (épisode Nouvelle Génération)
- 2003 : Jane et Tarzan : Kathleen Clayton
- 2004 : Less Than Perfect (en) : Tracy Fletcher
- 2005 : Mon oncle Charlie (Two and a Half Men) : Pamela
- 2005-2009 : Battlestar Galactica : D'Anna Biers
- 2006 : Veronica Mars : Agent Morris
- 2007 : Burn Notice : Evelyn
- 2007 : Larry et son nombril (Curb your enthusiasm) : Elle-même
- 2008 : Les Experts : Miami (CSI: Miami) : Audrey Yates
- 2009 : The L Word : Sgt. Marybeth Duffy (2 épisodes)
- 2009 : Flight of the Conchords : Paula
- 2010 : Spartacus : Le Sang des gladiateurs : Lucretia
- 2011 : Spartacus : Les Dieux de l'arène : Lucretia
- 2011 : American Dad!
- 2011 : Super Hero Family : Madame X / Helen Burton
- 2012 : Spartacus : Vengeance : Lucretia
- 2012-... : Parks and Recreation : Diane Lewis (9 épisodes)
- 2013 : Top of the Lake : Caroline Platt
- 2014-2015 : Marvel : Les Agents du SHIELD : Isabel « Izzy » Hartley (saison 2, épisodes 1 et 15)
- 2014 : The Code : Alex Wisham
- 2015 : Salem : Comtesse Marburg (11 épisodes)
- 2015 - 2018 : Ash vs. Evil Dead : Ruby Knowby
- 2019 : My Life Is Murder : Alexa Crowe
- Prochainement : Spartacus : House of Ashur : Lucretia

##### Téléfilms
- 1993 : Typhon's People : Mink Tertius
- 1994 : Hercule et les Amazones (Hercules and the Amazon Women) : Lysia
- 2005 : Les Ailes du chaos (Locusts) : Maddy Rierdon
- 2005 : Vampire Bats : Maddy Rierdon
- 2007 : Football Wives : Tanya Autin

#### Jeux vidéo
- 2011 : Hunted: The Demon's Forge : Séraphine (voix)

### Productrice
- 2000 : Her Iliad

## Distinctions

### Récompenses
- 1997 : Online Film & Television Association Awards de la meilleure actrice dans une série télévisée dramatique pour Xena, la guerrière (Xena: Warrior Princess) (1995-2001).
- 37e cérémonie des Saturn Awards 2011 : Meilleure actrice dans un second rôle pour Spartacus : Le Sang des gladiateurs (2010).
- 2017 : BTVA Television Voice Acting Awards de la meilleure performance vocale féminine dans une série télévisée d'animation pour Les Tortues Ninja (Teenage Mutant Ninja Turtles) (2012-2017).

### Nominations
- 23e cérémonie des Saturn Awards 1997 : Meilleure actrice pour Xena, la guerrière (Xena: Warrior Princess) (1995-2001).
- 1998 : Online Film & Television Association Awards de la meilleure actrice dans une série télévisée dramatique pour Xena, la guerrière (Xena: Warrior Princess) (1995-2001).
- 1999 : Online Film & Television Association Awards de la meilleure actrice dans une série télévisée dramatique pour Xena, la guerrière (Xena: Warrior Princess) (1995-2001).
- Festival de télévision de Monte-Carlo 2010 : Prix de la Nymphes d'or de la meilleure actrice dans une série télévisée dramatique pour Spartacus : Le Sang des gladiateurs (2010).
- 2016 : Fangoria Chainsaw Awards de la meilleure actrice TV dans un second rôle dans une série télévisée d'horreur pour Salem (2015).
- 2016 : iHorror Awards de la meilleure performance féminine dans une série télévisée d'horreur pour Ash vs. Evil Dead (2015-2018).

## Voix françaises
En France
| - Denise Metmer dans (les séries télévisées) : - Hercule - Xena, la guerrière - X-Files : Aux frontières du réel - Jane et Tarzan - Mon oncle Charlie - Veronica Mars - Burn Notice - Super Hero Family - Céline Monsarrat dans (les séries télévisées) : - Spartacus - Parks and Recreation - Marvel : Les Agents du SHIELD - Ash vs. Evil Dead - My Life Is Murder | - Vanina Pradier dans (les séries télévisées) : - Battlestar Galactica - Les Experts : Miami Et aussi - Martine Meirhaeghe (*1949 - 2016) dans Eurotrip - Maïté Monceau dans Bats, l'invasion des chauves-souris (téléfilm) - Dominique Lelong dans The L Word (série télévisée) - Dominique Vallée dans Histoires enchantées - Laurence Mongeaud dans Flight of the Conchords (série télévisée) - Laurence Sacquet dans Top of the Lake (série télévisée) - Emmanuelle Rivière dans The Code (série télévisée) - Emmanuèle Bondeville dans Salem (série télévisée) |